# Los enanitos jardineros (cuento)

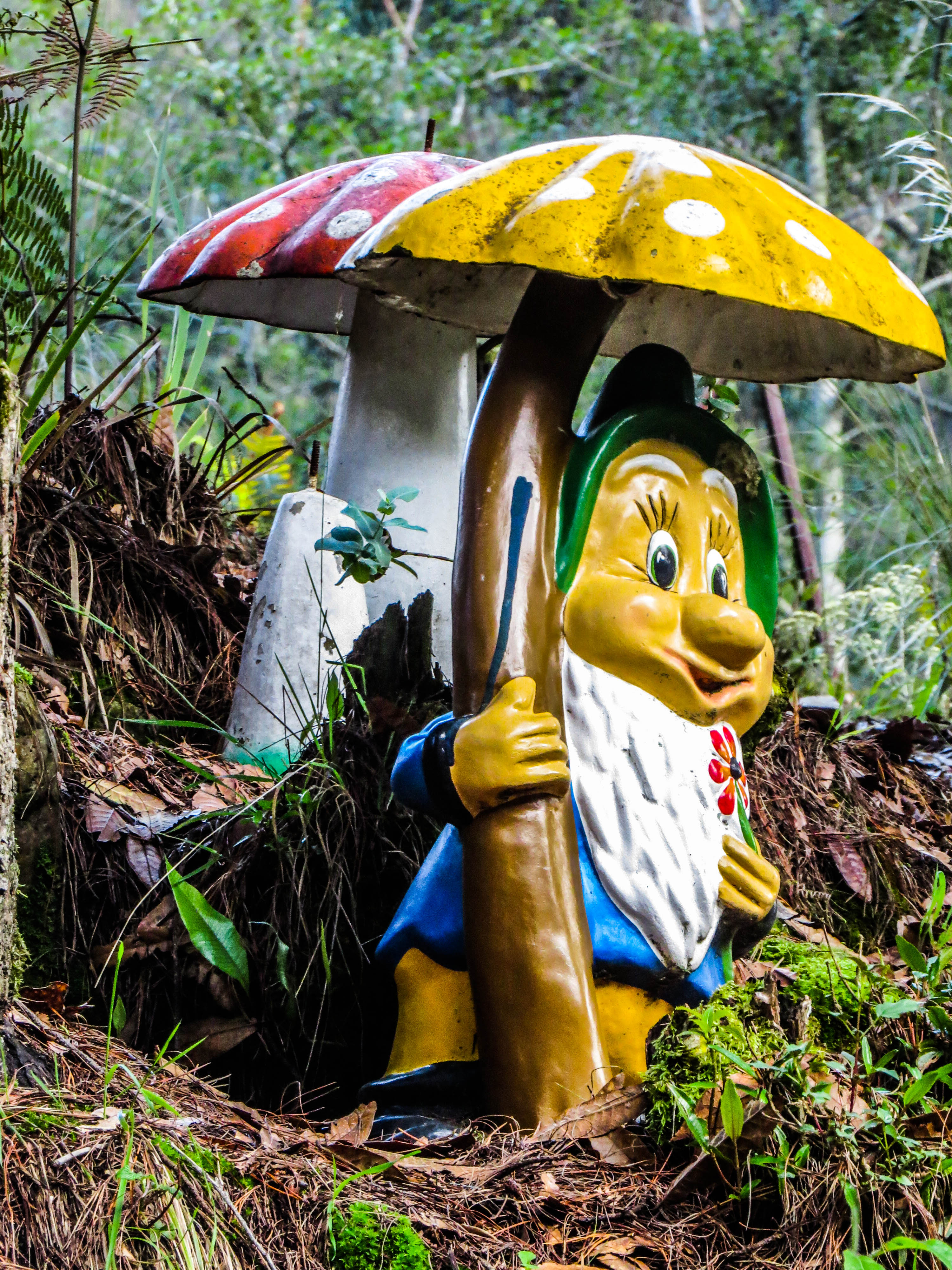
Gnomo de jardín

Los enanitos jardineros es un cuento infantil del escritor uruguayo - argentino Constancio C. Vigil. Fue publicado originalmente alrededor de 1927 como cuento corto dentro de la obra "La escuela de la señorita Susana". Más tarde fue reescrito por Vigil al igual que otras narraciones de su autoría, publicándose como cuento en formato independiente por Editorial Atlántida en 1943, a partir de lo cual el libro contó con más de 5 ediciones.
La narración, al igual que otras obras de Vigil, tiene una gran enseñanza moral, tiene la particularidad de recordar a los cuentos de hadas, aunque en la obra vigiliana el autor se mostraba antagonista de los llamados cuentos de Calleja que abarcaban diferentes  cuentos de hadas tradicionales de Europa reversionados por Saturnino Calleja aunque su propia visión de esas versiones no le impidió a Vigil incorporar algunas publicaciones al respecto dentro de la revista Billiken.

## Resumen del cuento
Una pareja de enanitos llamados Julián y Ramona viven en un gran tonel en las afueras de un pueblo agrícola sin especificar. Se los apoda los "enanitos jardineros" porque el matrimonio durante su juventud poseía un bello jardín y además siempre contaron con experiencia en todo tipo de cultivos. Su tarea principal es cuidar los cultivos del resto de los pueblerinos, ayudándoles en todo lo necesario para que logren tener cultivos óptimos y en cantidad. Su mayor satisfacción reside en la caridad que puedan prestar a su comunidad, a veces extralimitándose más allá de lo que a las huertas respecta. Este hecho se pone de manifiesto cuando Julián viaja a la Isla de los Bebitos, un paraíso idílico poblado solo por bebés, con la idea de ayudar a un matrimonio que no lograba concebir hijos. Hechos similares de altruismo se dan una y otra vez a lo largo del cuento. Hacia el epílogo, y teniendo en cuenta que se aproxima el 6 de enero, fecha relacionada en la tradición cristiana con los Reyes Magos, Julián logra ser recibido por Gastón, el adinerado gobernante del pueblo donde viven el cual se decide a realizar una donación de juguetes para más de 200 niños como motivo de la celebración de dicho festejo.

### Los personajes
Los personajes principales del cuento son Julián y Ramona, la pareja a la que alude el título del libro. En la mayoría de las ilustraciones realizadas para las distintas ediciones, tanto por los dibujantes Federico Ribas, Raúl Stévano y otros, Ramona es representada como una simpática anciana de tan reducida estatura como Julián, aunque las características estéticas de este último son exactamente las mismas a la de un anciano gnomo. Tomando en cuenta el hecho de que Ramona tiene un hermano de nombre Pancho,  con la capacidad de transformarse en cuervo y Julián puede comunicarse verbalmente con las cigüeñas, el cuento deja reflejado que sus protagonistas no son personas de baja estatura solamente sino seres con capacidades sobrenaturales de la familia de los gnomos.

### Ilustradores
Al igual que en la mayoría de los libros escritos por Constancio C. Vigil publicados por Editorial Atlántida, las diferentes ediciones del cuento a lo largo de las décadas de los 40s y 50s del siglo pasado, contó con el trabajo del dibujante Federico Ribas, estrechamente relacionado con la editorial dentro de la cual también ilustraba para la revista Billiken. En la década ed los 70s las ilustraciones pasaron a estar a cargo de Raúl Stévano.

## En la tradición popular
Acorde a la clasificación de los gnomos dentro del universo de los elementales, Julián y Ramona tendrían ciertas características que los relacionarían con las categorías de gnomos de granjas, especialmente por el hecho de poder comunicarse con ciertos animales, aunque estarían en más estrecha relación con los gnomos de los jardines. El tipo de gnomo de granja es aquel que ayuda a los animales que habitan en ellos mientras que los segundos, los de jardín, que son representados en formas de estatuas, suelen ayudar a que las plantas crezcan de manera saludable a la vez que ellos son considerados como protectores del hogar.
En el cuento se menciona que Julián visita a una cigüeña en su hábitat natural, una laguna llamada Laguna Verde. Vigil no especifica en la obra más allá de esta mención si se trata efectivamente de alguna de las lagunas argentinas que se conocen bajo ese nombre, una de ellas situada en la provincia de Neuquén específicamente en Villa La Angostura, y la otra en el departamento de Tinogasta en la provincia de Catamarca.
El médico nutricionista argentino, Alberto Cormillot, además de  su carrera profesional y su labor en los medios de comunicación, es conocido popularmente por su afinidad a coleccionar figuras de enanitos jardineros llegando a tener más de una treintena de ellos.